# Летње параолимпијске игре
Летње параолимпијске игре су међународни мултиспортски догађај на којој се такмиче спортисти са физичким инвалидитетом. Ово укључује спортисте са инвалидитетом, ампутације, слепило и церебралну парализу. Параолимпијске игре се одржавају сваке четири године у организацији Међународног параолимпијског комитета . Медаље се додељују у свакој дисциплини, златним медаљама за прво место, сребрним за друго и бронзаним за треће, што је традиција коју су Олимпијске игре започеле 1904. године.
Од Летњих параолимпијских игара 2020, четрнаест земаља се такмичило у сваком издању Летњих игара: Аргентина, Аустралија, Аустрија, Белгија, Француска, Велика Британија, Ирска, Израел, Италија, Јапан, Холандија, Шведска, Швајцарска, Сједињене Америчке Државе — били су заступљени на свим Летњим параолимпијским играма. Са ове листе, око 7 је освојило златне медаље у свим издањима до 2020. године: Аустралија, Аустрија, Француска, Велика Британија, Италија, Холандија и Сједињене Америчке Државе.
Сједињене Америчке Државе су биле најбоље рангирана нација (медаље) на осам параолимпијских летњих игара: 1964, 1968, 1976, 1980, 1984, 1988, 1992. и 1996. године . Кина је била на првом месту на петим последњим играма, 2004, 2008, 2012, 2016. и 2020 . Три друге земље успеле су бар једном да остваре ову позицију: Италија ( 1960 ), Немачка ( 1972 ) и Аустралија ( 2000 ).

## Историја
Прве званичне Параолимпијске игре одржане су у Риму, Италија, 1960 . На Играма 1960. такмичило се 400 спортиста из 23 земље, иако су се такмичили само спортисти у инвалидским колицима.
На Летњим играма 1976. спортисти са различитим инвалидитетом били су први пут укључени на летње Параолимпијске игре. Са укључивањем више класификација особа са инвалидитетом, Летње игре 1976. су се прошириле на 1.600 спортиста из 40 земаља.
Летње параолимпијске игре 1988. биле су прве које су биле домаћини на истим местима (и самим тим користили исте објекте) као Олимпијске игре те године. Од тада се све Параолимпијске игре сада одржавају у истом граду који је био домаћин Олимпијаде, са двонедељним размаком између сваке.
Рио де Жанеиро је одржао Летње параолимпијске игре 2016, поставши први латиноамерички и јужноамерички град који је био домаћин Летњих или Зимских игара. Токио је био домаћин Летњих параолимпијских игара 2020, чиме је постао први град који је два пута био домаћин игара.

## Класификација
Сваки учесник на Параолимпијским играма има свој инвалидитет груписан у једну од десет категорија инвалидитета ; оштећена мишићна снага, поремећен пасивни опсег покрета, недостатак удова, разлика у дужини ногу, низак раст, хипертонија, атаксија, атетоза, оштећење вида и интелектуално оштећење. Сваки параолимпијски спорт тада има своје класификације, у зависности од специфичних физичких захтева такмичења. Догађаји добијају шифру, сачињену од бројева и слова, која описује врсту догађаја и класификацију спортиста који се такмиче.
Неки спортови, као што је атлетика, деле спортисте према категорији и тежини њиховог инвалидитета, други спортови, на пример пливање, групишу такмичаре из различитих категорија заједно, једино раздвајање је засновано на тежини инвалидитета. Унутар десет категорија инвалидитета спортисте још увек треба поделити према степену оштећења. Системи класификације се разликују од спорта до спорта и имају за циљ да изједначе терен за игру како би омогућили што је могуће више спортиста да учествује. Класификације се разликују у складу са различитим вештинама потребним за извођење спорта.

## Списак Летњих параолимпијских игара
|                                 | Летње Параолимпијске игре | Летње Параолимпијске игре | Летње Параолимпијске игре             |
| ------------------------------- | ------------------------- | ------------------------- | ------------------------------------- |
| Година                          | Игре                      | Град домаћин              | Држава                                |
| Летње Параолимпијске игре 1960. |                           | Рим                       | Италија                               |
| Летње Параолимпијске игре 1964. |                           | Токио                     | Јапан                                 |
| Летње Параолимпијске игре 1968. |                           | Тел Авив                  | Израел                                |
| Летње Параолимпијске игре 1972. |                           | Хајделберг                | Западна Немачка                       |
| Летње Параолимпијске игре 1976. |                           | Торонто                   | Канада                                |
| Летње Параолимпијске игре 1980. |                           | Арнем                     | Холандија                             |
| Летње Параолимпијске игре 1984. |                           | Стоук Мендевил Њујорк     | Уједињено Краљевство Сједињене Државе |
| Летње Параолимпијске игре 1988. |                           | Сеул                      | Јужна Кореја                          |
| Летње Параолимпијске игре 1992. |                           | Барселона                 | Шпанија                               |
| Летње Параолимпијске игре 1996. |                           | Атланта                   | Сједињене Државе                      |
| Летње Параолимпијске игре 2000. |                           | Сиднеј                    | Аустралија                            |
| Летње Параолимпијске игре 2004. |                           | Атина                     | Грчка                                 |
| Летње Параолимпијске игре 2008. |                           | Пекинг                    | Кина                                  |
| Летње Параолимпијске игре 2012. |                           | Лондон                    | Уједињено Краљевство                  |
| Летње параолимпијске игре 2016. |                           | Рио де Жанеиро            | Бразил                                |
| Летње параолимпијске игре 2020. | XVI                       | Токио                     | Јапан                                 |
| Летње параолимпијске игре 2024. | XVII                      | Париз                     | Француска                             |
| Летње параолимпијске игре 2028. | XVIII                     | Лос Анђелес               | Сједињене Државе                      |
| Летње параолимпијске игре 2032. | XIX                       | Бризбејн                  | Аустралија                            |